# It! (filme)
It! (The Curse of Golem, Brasil: O Carrasco de Pedra )  é um filme de terror britânico de 1967, produzido pela Seven Arts Productions e Gold Star Productions Ltd.
O enredo apresenta como tema principal o Golem, um ser místico ligado à tradição judaica, na forma de uma estátua de pedra, bem como o louco assistente do curador do museu, Arthur Pimm, que traz o Golem para a vida.

## Enredo
O depósito de um museu de Londres sofre um incêndio e fica em ruínas. Apenas uma estátua permanece intacta. O curador do museu, Sr. Grove, morre de forma misteriosa ao analisar o artefato. Após isso, uma série de mortes e calamidades tem início.
Uma inscrição em hebraico aumenta o suspense e o terror do enredo:
"O poder traz destruição; acautelai-vos, para que não seja desencadeada."
"Aquele que vai descobrir o segredo de minha vida seus pés, ele vai me servir até para além do tempo.
"Aquele que deve evocar-me, no século XVII, cuidado, porque eu não posso ser destruído pelo fogo.
"Aquele que deve evocar-me no século XVIII, cuidado, porque eu não posso pelo fogo ou pela água ser destruído.
"Aquele que evoca-me, no século XIX, cuidado, porque eu não posso pelo fogo ou pela água ou por força de ser destruído.
"Aquele que no século XX deve ousar evocar-me, cuidado, porque nem pelo fogo, nem água, nem a força, nem a qualquer coisa pelo homem criado posso ser destruído.
"Aquele que no século XXI me evoca, deve ser a mão de Deus a si mesmo porque, nesta terra, a pessoa do homem não mais existe."
Arthur Pimm é um homem insano e que mantém o cadáver de sua mãe em seu apartamento. Ele traz o golem à vida através da colocação de um pequeno tubo contendo a palavra hebraica emeth (verdade) em sua boca, que ele encontra em um compartimento localizado na parte superior do pé direito da estátua.
O golem, em seguida, torna-se cúmplice de Pimm em assassinatos e destruições.
Quando o golem é suspeito de provocar a catastrófica destruição da Ponte de Hammersmith, Pimm tenta destruí-lo, mas isso é impossível como a inscrição prevê: "nem pelo fogo, nem água, nem a força, nem a qualquer coisa pelo homem criado" ele pode ser destruído. Isso é confirmado nas cenas finais do filme pela detonação de uma pequena ogiva nuclear em uma tentativa para detê-lo.
Apanhada no meio de tudo isto está Ellen Grove, a filha do falecido curador, pela qual Pimm mantém uma paixão. Mas ela se interessa por Jim Perkins, do Museu de Nova York, que identifica o golem e busca adquirir para o seu museu.
Perkins expõe Pimm para a polícia, que é internado em um asilo de loucos. Ele foge e sequestra Ellen com a ajuda do golem. Fogem para a costa do país, onde Jim Perkins salva Ellen da explosão nuclear, que vaporiza Pimm, mas não o golem, que foge para o mar.

## Elenco
- Roddy McDowall como Arthur Pimm
- Jill Haworth como Ellen Grove
- Paulo Maxwell como Jim Perkins
- Aubrey Richards como Professor Weal
- Ernest Clark como Harold Grove
- Oliver Johnston como Curador Trimingham
- Noel Trevarthen como Inspetor Branco
- Ian McCulloch como o Detetive Wayne
- Richard Goolden como o velho rabino
- Dorothy Frere como Miss Swanson
- Tom Chatto como o jovem capitão
- Steve Kirby como Ellis, o eletricista
- Russell Napier como Chefe
- Frank Sieman como trabalhador do museu
- Brian Haines como guarda do museu
- Mark Burns como primeiro-oficial
- Raymond Adamson como segundo-oficial
- Lindsay Campbell como policial
- John Baker como o segundo guarda do museu
- Alan Seller, como o golem

## Lançamento
Os direitos do filme foram adquiridos pela Warner Bros. em 1967, e lançado nos Estados Unidos. 

## Relançamento
It!  foi lançado em DVD no dia 9 de dezembro de 2008, pela Warner Home Video.